# یارسلاو دوریخ
یارُسلاو دوریخ (چکی: Jaroslav Durych; ۲ دسامبر ۱۸۸۶ – ۷ آوریل ۱۹۶۲) نویسنده، شاعر، نمایشنامه نویس، روزنامه‌نگار و جراح نظامی اهل کشور چکسلواکی بود. دوریخ در هرادتس کرالووه به دنیا آمد و در سنین پایین یتیم شد. او به مدرسه در صومعه اسقف اعظم در پرژیبرام رفت، اما به دلیل خواندن ادبیات ممنوعه اخراج شد. بعداً به لطف بورسیه نظامی توانست در دانشکده پزشکی پراگ تحصیل کند و در سال ۱۹۱۳ فارغ‌التحصیل شد. پس از خدمت به عنوان پزشک نظامی در گالیسیا در طول جنگ جهانی اول، یک مطب خصوصی در پرژرو تأسیس کرد. اما در این کار ناموفق بود و به ارتش بازگشت. به درجه سرهنگی رسید. او از سال ۱۹۲۳ تا ۱۹۳۰، به عنوان رئیس بیمارستان نظامی در نزدیکی اولوموتس خدمت کرد.
او در سال ۱۹۳۵، به عضویت آکادمی علوم و هنر چک  انتخاب شد، اما در سال ۱۹۳۸ به دنبال واقعهٔ آنشلوس استعفا داد. وی در تمام دوران اشغال نازی‌ها و رژیم کمونیستی، در انزوا باقی ماند و توانست تنها چند مقاله در روزنامه منتشر کند که با نام مستعار نوشته شده بود.